# 52271 Lecorbusier
52271 Lecorbusier è un asteroide della fascia principale. Scoperto nel 1988, presenta un'orbita caratterizzata da un semiasse maggiore pari a 2,5850070 UA e da un'eccentricità di 0,1824607, inclinata di 13,23064° rispetto all'eclittica.
L'asteroide è dedicato all'architetto svizzero Le Corbusier.